# Dick Gibbs
Dick Gibbs (Ames, 20 dicembre 1948) è un ex cestista statunitense, professionista nella NBA.

## Carriera
Venne selezionato dai Chicago Bulls al terzo giro del Draft NBA 1971 (49ª scelta assoluta).